# اسنیه‌ژکا
اسنیه‌ژکا (چکی: Sněžka) یک کوه در مرز میان جمهوری چک و لهستان است. قله این کوه (با ۱٬۶۰۳ متر ارتفاع) بلندترین نقطه در جمهوری چک، کرکونوشه و کل رشته‌کوه زودت است.

## نگارخانه

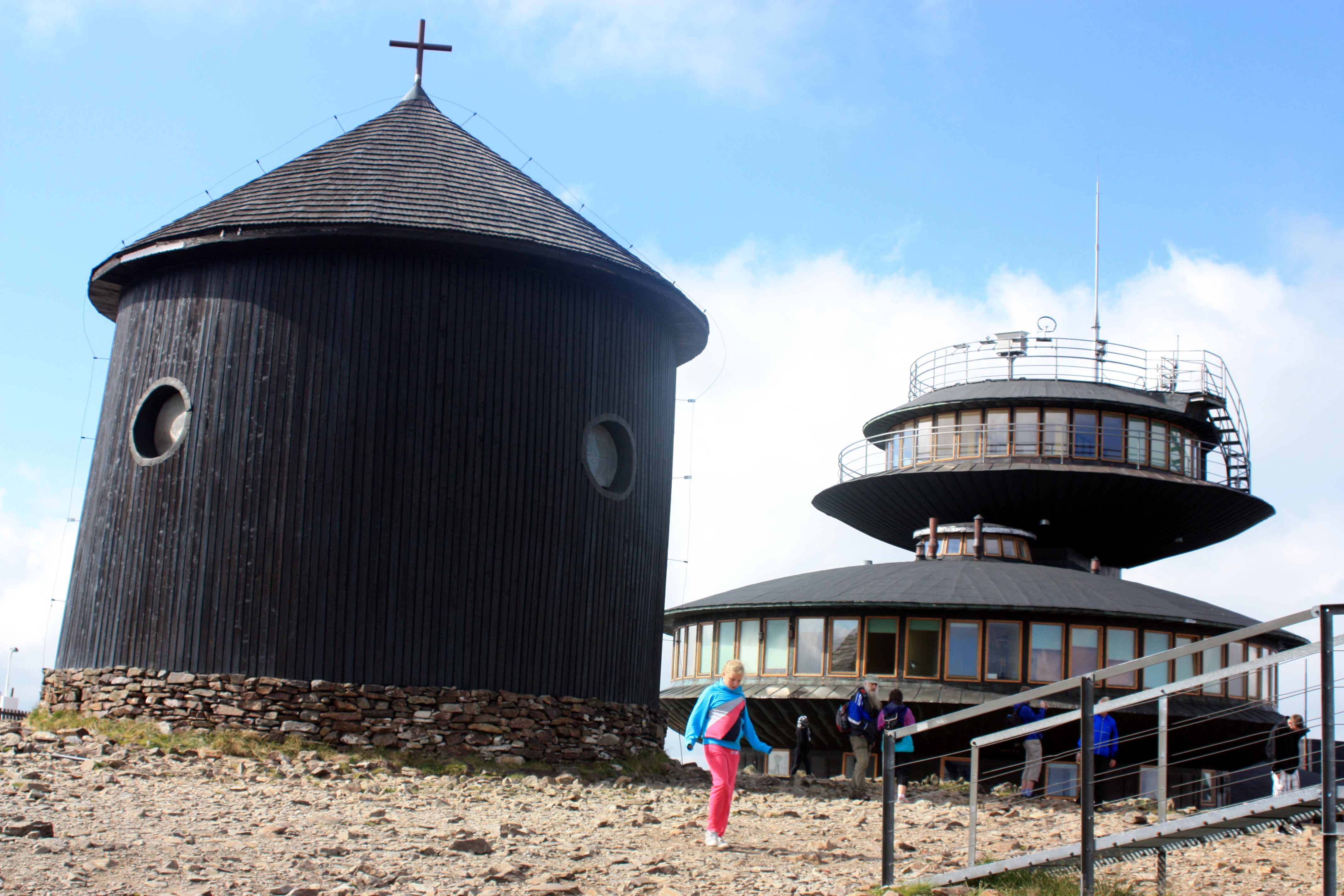
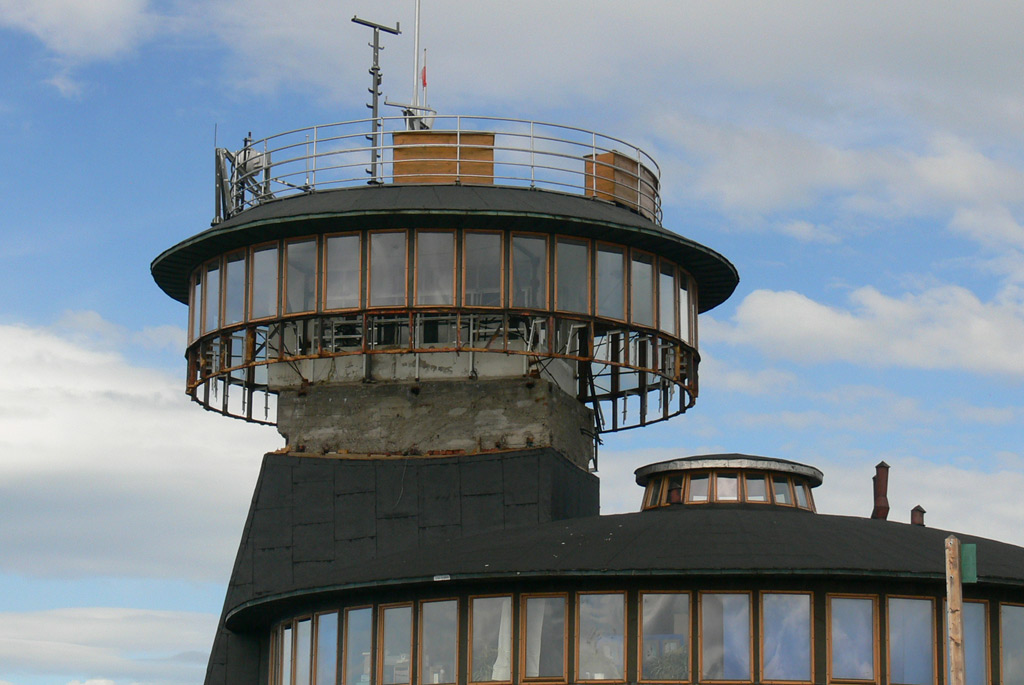
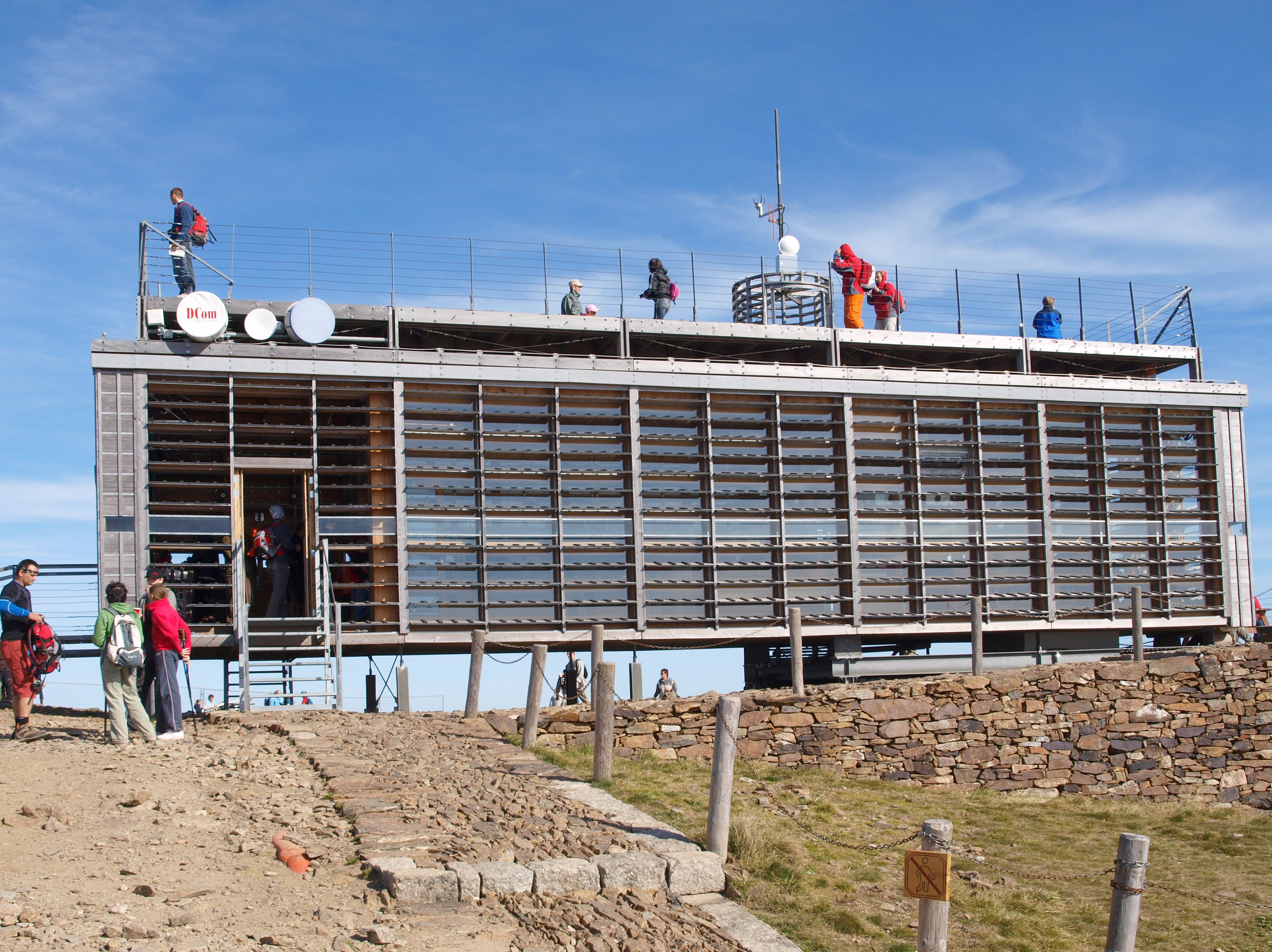
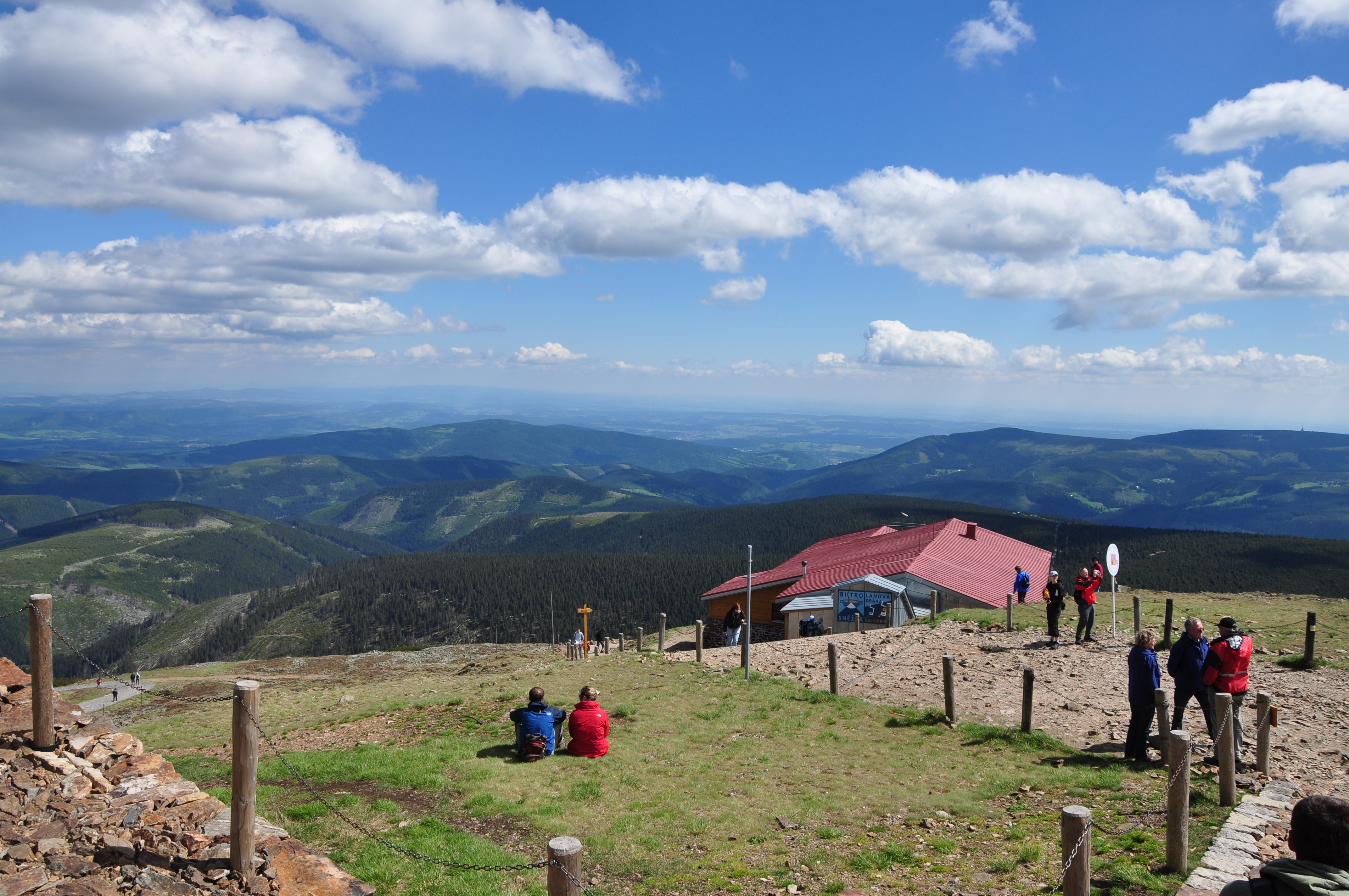
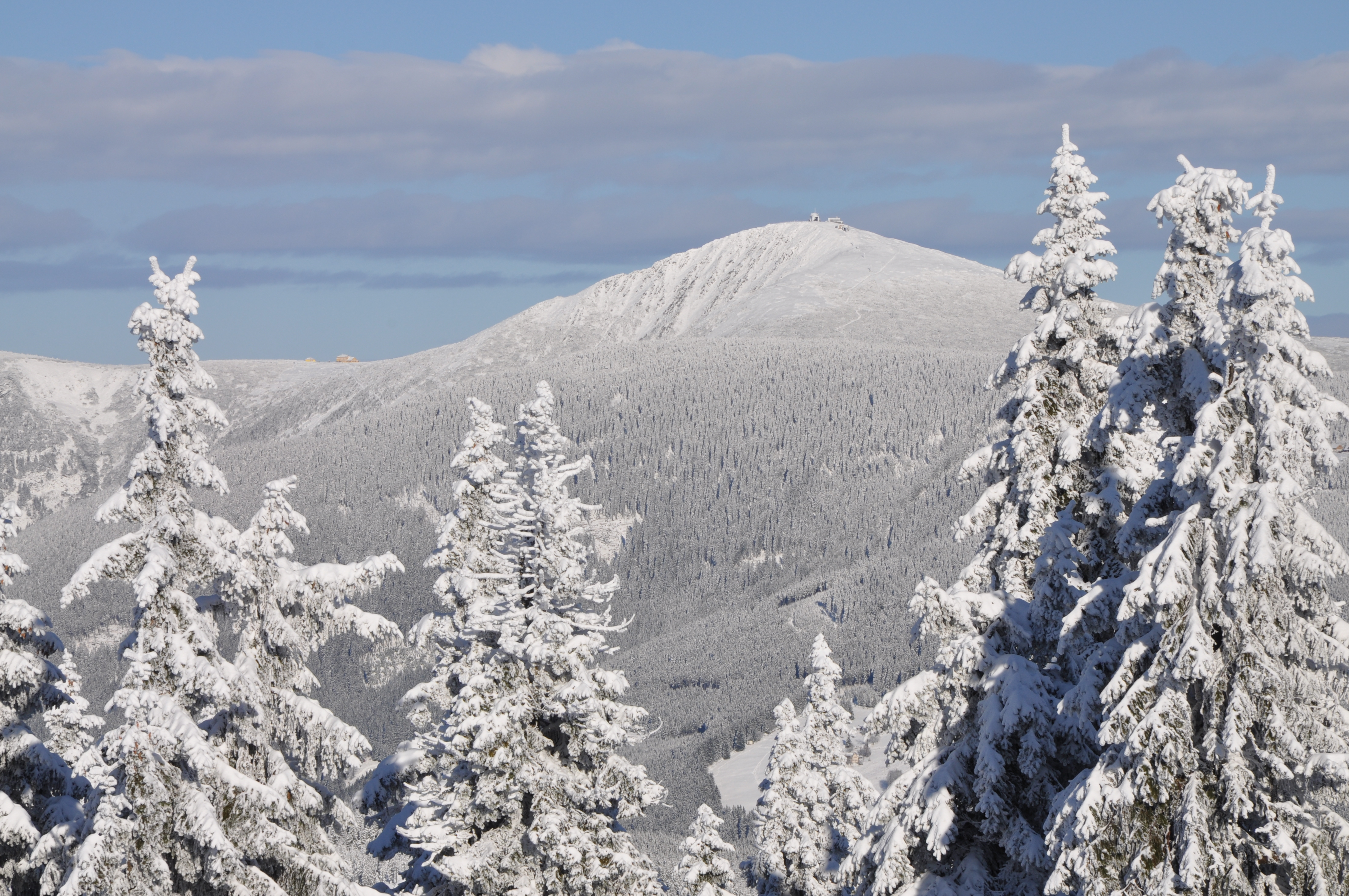